# La mentira verde
La mentira verde (en alemán, Die grüne Lüge) es un documental cinematográfico dirigido por Werner Boote donde se muestra la ecoimpostura de las empresas que utilizan el aceite de palma y los coches eléctricos para ejemplificar sus campañas ecológicas. Algunos grandes consorcios como BP, RWE y Unilever llevan a cabo estrategias publicitarias relacionadas con vivencias personales en lugares donde se han producido catástrofes medioambientales y de monocultivo.

## Argumento
Werner Boote y Kathrin Hartmann, esta última experta en lavado de imagen verde de las empresas, investigan que hay detrás de los coches eléctricos ecológicos, los alimentos producidos de forma sostenible y el comercio justo. Hartmann ha demostrado que no existe el aceite de palma ecológico, porque según sus palabras «solo crece donde antes había una selva tropical».
Al contrario de lo que afirma la petrolera BP, aún se pueden encontrar grumos de alquitrán tóxicos años después de la explosión de 2010 de la plataforma petrolífera Deepwater Horizon situada en el Golfo de México.
Cuando Boote y Hartmann viajan en un Tesla a Garzweiler, la mina a cielo abierto más grande de Europa, situada en la región de Renania, pasan junto a unos cuantos molinos eólicos, pero al final se evidencia que la minería del lignito también se utiliza para el funcionamiento de coches eléctricos.
Durante su viaje, ambos conocen al científico y activista antiglobalización Raj Patel. Este se cuestiona por qué la decisión de «no explotar a los seres humanos (...) y no sacrificar a los delfines» recae en los consumidores y no en la ley. El profesor del MIT, Noam Chomsky, también se muestra escéptico sobre si el cambio debe exigirse primero a las empresas. Al igual que otros grandes movimientos de liberación que denunciaron la esclavitud o la lucha por la igualdad de derechos de la mujer, el cambio ecológico debe provenir del pueblo y después son los políticos los que deben ejecutarlo. Chomsky recomienda a Boote que ruede una película.
Un ejemplo de movimiento popular lo encontramos en los pueblos indígenas de Brasil. Les están robando e incluso están siendo asesinados. Sus tierras se van a convertir en plantaciones de soja, maíz, caña de azúcar y en pastos para la cría de ganado. Sônia Bone de Souza Silva Santos, líder de la tribu guayayara, invita a Boote y Hartmann a una gran asamblea de los pueblos indígenas brasileños organizada por el pueblo terena. Las tribus hacen campaña para que les devuelvan sus tierras, que según la Constitución de Brasil, les pertenece.

## Estreno
La mentira verde se estrenó a nivel mundial el 18 de febrero de 2018 en el Festival Internacional de Cine de Berlín (también conocido como Berlinale). El documental recibió el premio Ambiente e Societa en el festival italiano de cine medioambiental CinemAmbiente en Turín y el premio a la mejor película extranjera en el American Conservation Film Festival de la ciudad de Shepherdstown, Virginia.
La mentira verde se proyectó en numerosos festivales y logró altas cifras de audiencia en su estreno en cines. Además, fue galardonada con el premio de la industria Austria Ticket en 2018, concedido por la academia austriaca de cine.

## Crítica
Simon Hauck compara en la revista de crítica cinematográfica Kino-Zeit el estilo de Boote ante la cámara con el del Michael Moore, así como con el del cineasta y productor alemán Bertram Verhaag, con el destacado director de cine documental austriaco Erwin Wagenhofer o con el cineasta suizo Markus Imhoof, a quienes considera «los grandes de la industria». Hauck califica La mentira verde como «una película y una puesta en escena muy entretenida» que prescinde de «largos sermones o cifras».
Georg Seeßlen, de la revista Epd Film, elogia la estructura clara y comprensible de la película. Boote se acerca a la realidad cotidiana de los espectadores y conecta a los consumidores de productos ecoblanqueados con la idea principal de la película: «Me dicen que puedo salvar el mundo». Para Seeßlen, el tema principal del documental es la crítica hacia la política que sigue permitiendo la publicidad engañosa.
Phillip Bovermann analiza en el periódico semanal alemán Die Zeit el impacto que Kathrin Hartmann genera en el espectador a través de la película. En los premios Sustainable Entrepreneurship Awards de Viena, Hartmann le preguntó a Manfred Seitz, gerente de una importante sociedad que pertenece al inversor Warren Buffett, cómo se compaginan las inversiones en gasolineras con la imagen verde que se muestra en el documental. La respuesta fue: «al final del día, somos una empresa con ánimo de lucro». Sin embargo, la lógica de las empresas de eludir las prohibiciones a través de "ofertas" ya no convence a Hartmann, quien exige renunciar a estos privilegios. Por eso, según el crítico Bovermann, «las personas como Kathrine Hartmann no sirven de influyentes en las redes sociales. Les falta esa cómoda sonrisa de la impotencia».
Sabine Zeithammer destaca en la revista austriaca Falter el rasgo distintivo del documental: mientras que otras películas aún confían en que un consumo ecológico sirva para mejorar el mundo, La mentira verde subraya la necesidad de nuevas estructuras económicas y legislativas.